# مسرح عشتار
مسرح عشتار هو مسرح تأسس في القدس، فلسطين كمؤسسة غير ربحية في عام 1991، وانتقل بعد ذلك إلى مدينة رام الله في الضفة الغربية لصعوبة تنقل الفلسطينيين من الضفة الغربية إلى القدس بسبب الاحتلال. اسس المسرح على أيدي ايمان عون، وادوارد معلم كان كلاهما جزء من فريق مسرح الحكواتي في القدس.

## نشاطات المسرح
- يعمل المسرح ضمن مشروع يهدف لاستخدام المسرح والدراما كاداة تعليمية، تلقينية، وفنية. يقوم المسرح بالعمل حسب نماذج مسرحية مختلفة، منها مدرسة مختصة لتعليم المسرح، بالاشتراك مع مشاركين محليين، عرب، ومن باقي أنحاء العالم. كما وانه يحوي برنامج مسرح المنبر(الفوروم) وهو جزء من تيار مسرحي يدعى مسرح المقهورين انشأه المسرحي البرازيلي أوغوستو بوال. يعتبر مسرح عشتار المسرح المختص بمسرح الفوروم في الضفة الغربية. [1]
- إقامة مهرجان الشباب المسرحي[2] والذي ينظم كل عامين للتأكيد  على أهمية  الفن والدور الذي يؤديه  في كافة الأزمنة  واهمية رسالة الفن التي  يجب أن تحاكي الوجدان و الفعل في حمل  و مناصرة القضايا المختلفة.[3]

## انتاجات المسرح
1- قام المسرح بتنظيم أول مهرجان لمسرح الفوروم في فلسطين في عام 2007.
2- ابتداء من عام 1997 قام المسرح بانتاج سلسلة مسرح منبر تفاعلية تحمل عنوان «شؤون أبو شاكر» تم العرض 60 مرة وقد لقي تفاعل كبير من الجمهور 
3- 1999 مسرحية «ملك الغزال» عن رواية الكاتبة حنان الشيخ، وبالتعاوان مع مسرح مالارام في سويسرا.
4- مسرحية «العشاء الأخير»
5- مسرحية «من تراب وأرجوان» بالاشتراك مع فرقة تيتارو التونسية، وفرقة مرآة ميديا للإنتاج الفني الأردنية.
6- مونولوجات سورية 2016 
7- حجارة وبرتقال 2018 
8- حركة بمحلها 2018 
9- العرض الأدائي إنهدوانا 2019 